# Троїцька сільська рада (Усть-Пристанський район)
Тро́їцька сільська рада (рос. Троицкий сельский совет) — сільське поселення у складі Усть-Пристанського району Алтайського краю Росії.
Адміністративний центр та єдиний населений пункт — село Троїцьке.

## Населення
Населення — 404 особи (2019; 505 в 2010, 628 у 2002).